# Storms in Africa
Storms in Africa (englisch für: „Stürme in Afrika“) ist ein Lied der irischen Sängerin Enya aus dem Jahr 1989. Das Stück ist die dritte Singleauskopplung ihres zweiten Studioalbums Watermark.

## Hintergrund
Storms in Africa erschien in zwei Teilen, die beide von der Interpretin selbst, gemeinsam mit Roma Ryan, geschrieben wurden. Für die Produktion beider Titel zeichnete Nicky Ryan verantwortlich.
Die Erstveröffentlichung von Storms in Africa erfolgte als Teil von Enyas zweitem Studioalbum Watermark am 19. September 1988 durch WEA Records. Im gleichen Jahr erschien es als Promo-Tonträger in Mexico. Als offizielle Single erschien das Lied erstmals im Februar 1989 im Vereinigten Königreich. 1990 war Storms in Africa Teil des Soundtracks zu Peter Weirs Tragikomödie Green Card – Schein-Ehe mit Hindernissen.

## Musikvideo
Das Musikvideo zu Storms in Africa entstand unter der Regie von Michael Geoghegan Regie. In dem Video ist Enya in der Wüstensteppe in Afrika mit zwei Kindern zu sehen, die immer im Refrain „Nenne“ singen. Im Hintergrund werden Löwen, Elefanten und ein Falke eingeblendet. Im Oktober 2008 auf Enyas offiziellem YouTube-Kanal veröffentlicht, zählte es bis Juli 2023 über 1,9 Millionen Aufrufe.

## Charts und Chartplatzierungen
| ChartsChartplatzierungen     | Höchstplatzierung | Wochen |
| ---------------------------- | ----------------- | ------ |
| Irland (IRMA)                | 12 (2 Wo.)        | 2      |
| Vereinigtes Königreich (OCC) | 41 (4 Wo.)        | 4      |